# لقاح فيروس إبشتاين-بار
لقاح فيروس إبشتاين-بار(بالإنجليزية: Epstein–Barr virus vaccine)‏ لم يتم توفير لقاح ضد فيروس إبشتاين-بار بعد. الفيروس يحدد العدوى المستمرة/الكامنة ويسبب كثرة الوحيدات العدوائية. أجريت عدة تجارب سريرية للقاح في 2006-2008. البروتين الفيروسي Gp350 / 220 هو الهدف الأساسي و MVA-EL[بحاجة لمصدر] كهدف. أيضا VLP (الجسيمات الشبيهة بالفيروسات) لقاحات فيروس إبشتاين-بار تخضع للبحث المكثف.
ويتمثل أحد التحديات في أن فيروس إبشتاين-بار يُعبِّر عن بروتينات مختلفة جدًا أثناء دورة الحالة ومراحلها الكامنة.